# Buchholz (Nordhausen)

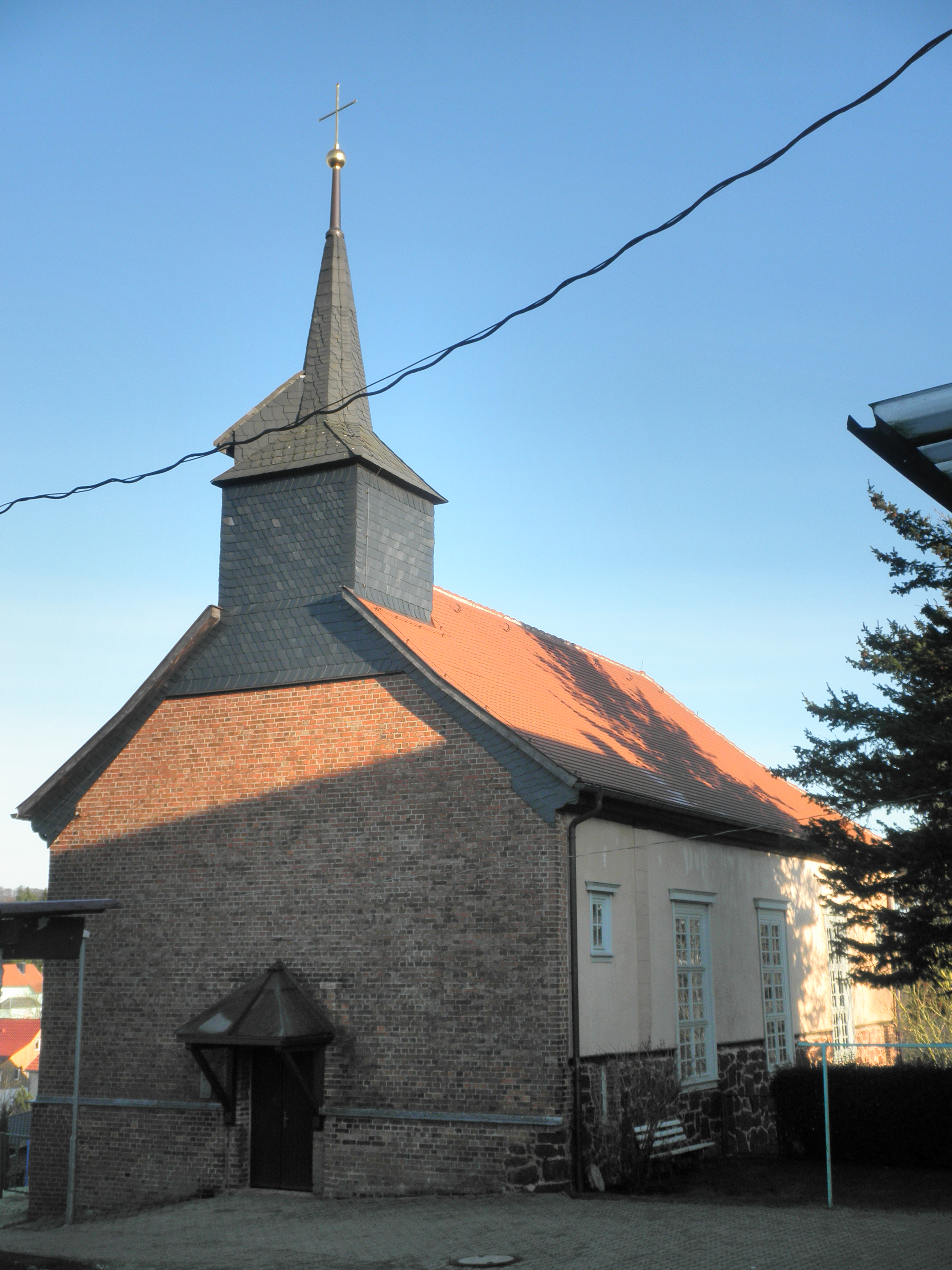
Kirche in Buchholz

Buchholz (auch Buchholz/Harz oder Buchholz bei Nordhausen) ist ein Ortsteil der Stadt Nordhausen im Landkreis Nordhausen in Thüringen.

## Lage
Buchholz liegt an der, von Stolberg kommenden und nach Nordhausen führenden, Landesstraße 1037. Nördlich liegt Herrmannsacker und südlich Alte Stolberg im Vorgebirgsbereich des Harzes.

## Geschichte
Im Jahre 1312 wurde Buchholz erstmals urkundlich erwähnt. Die Bauern des Ortes unterlagen in den 1950er Jahren der Zwangskollektivierung und bildeten nach der Wende die Agrargenossenschaft Buchholz e.G.
Am 6. Juli 2018 wurde Buchholz in die Stadt Nordhausen eingemeindet.

## Politik

### Ortsbürgermeister
Bei der Kommunalwahl am 26. Mai 2024 konnte kein Bewerber eine Mehrheit der Stimmen auf sich vereinigen. Bei der Stichwahl am 9. Juni 2024 wurde Susann Gerlach mit 56,4 Prozent der Stimmen zur Ortsbürgermeisterin gewählt. Ihr Vorgänger Thomas Gerlach war nicht erneut angetreten.

### Letzter Gemeinderat und Bürgermeister
Der letzte Gemeinderat in Buchholz bestand aus sechs Ratsmitgliedern, von denen jeweils zwei von der Jagdgenossenschaft (35,7 Prozent der Stimmen), dem Dorfclub (34,2 Prozent) und der Freiwilligen Feuerwehr (30,2 Prozent) gestellt wurden.
Letzte Bürgermeisterin war Monika Wüstemann.

## Kultur und Sehenswürdigkeiten
Zu den Sehenswürdigkeiten von Buchholz zählt die Saalkirche St. Martin.

### Naturdenkmäler
In unmittelbarer Nähe des Ortes liegt der Große Buchholzer Erdfall, ein infolge unterirdischer Auslaugung von Salz oder Gips durch plötzlichen Einsturz an der Erdoberfläche entstehender Trichter. Weiterhin befindet sich in Buchholz ein Diabasbruch. Als Diabas bezeichnet man im deutschen Sprachgebrauch geologische alte, meist variszische, anchimetamorphe, vergrünte Ergussgesteine ursprünglich tholeiit-basaltischer Zusammensetzung.

### Historische Denkmäler
Seit 1984 erinnert eine Stele auf dem Dorfanger an die Opfer des Todesmarsches von 400 Häftlingen des KZ-Außenkommandos Rottleberode, der im April 1945 von SS-Angehörigen durch den Ort getrieben wurde.